# ۷۱۷ (پیش از میلاد)
۷۱۷ (پیش از میلاد) ۷۱۷مین سال قبل از تقویم میلادی است.